# بساط بروجرد
سجاد بروجرد (بالفارسية: قالی بروجرد) هو نوع من السجاد الإيراني يُنسج في بروجرد، الواقعة في غرب إيران. ويختلف سجاد بروجرد عن سجاد اللور، وكذلك عن سجاد أراك ومناطق وسط إيران، غير أن له خصائص أكثر شبهًا بسجاد همدان.
يُنتَج سجاد بروجرد غالبًا بمقاسات صغيرة (ما بين متر إلى مترين مربعين)، باستخدام الصوف المحلي والألوان الطبيعية. وتشارك الأسر في مدينة بروجرد والقرى المحيطة بها في إنتاج السجاد والسجاد اليدوي.
بعد تأسيس شركة زيغلر وشركاه (بالإنجليزية: Ziegler & Co.) البريطانية-السويسرية في مدينة سلطان‌آباد (أراك) سنة 1883، أبدت الشركة اهتمامًا بسجاد بروجرد لقرب المسافة وجودة ومتانة السجاد البروجردي. وقد أقامت الشركة أيضًا تجارة واسعة النطاق مع بروجرد لتوريد الصوف الطبيعي عالي الجودة والألوان الطبيعية من المنطقة.
يُنسج سجاد بروجرد في الغالب بواسطة العائلات الريفية في منطقة اشترينان الواقعة شمال المدينة، وفي ناحية سيلاخور جنوب بروجرد، أكثر من نسجه داخل المدينة نفسها.